# RTN4IP1
RTN4IP1 (англ. Reticulon 4 interacting protein 1) – білок, який кодується однойменним геном, розташованим у людей на 6-й хромосомі. Довжина поліпептидного ланцюга білка становить 396 амінокислот, а молекулярна маса — 43 590.
| 10         |  | 20         |  | 30         |  | 40         |  | 50         |
| ---------- |  | ---------- |  | ---------- |  | ---------- |  | ---------- |
| MEFLKTCVLR |  | RNACTAVCFW |  | RSKVVQKPSV |  | RRISTTSPRS |  | TVMPAWVIDK |
| YGKNEVLRFT |  | QNMMMPIIHY |  | PNEVIVKVHA |  | ASVNPIDVNM |  | RSGYGATALN |
| MKRDPLHVKI |  | KGEEFPLTLG |  | RDVSGVVMEC |  | GLDVKYFKPG |  | DEVWAAVPPW |
| KQGTLSEFVV |  | VSGNEVSHKP |  | KSLTHTQAAS |  | LPYVALTAWS |  | AINKVGGLND |
| KNCTGKRVLI |  | LGASGGVGTF |  | AIQVMKAWDA |  | HVTAVCSQDA |  | SELVRKLGAD |
| DVIDYKSGSV |  | EEQLKSLKPF |  | DFILDNVGGS |  | TETWAPDFLK |  | KWSGATYVTL |
| VTPFLLNMDR |  | LGIADGMLQT |  | GVTVGSKALK |  | HFWKGVHYRW |  | AFFMASGPCL |
| DDIAELVDAG |  | KIRPVIEQTF |  | PFSKVPEAFL |  | KVERGHARGK |  | TVINVV     |

A: Аланін

C: Цистеїн

D: Аспарагінова кислота

E: Глутамінова кислота

F: Фенілаланін

G: Гліцин

H: Гістидин

I: Ізолейцин

K: Лізин

L: Лейцин

M: Метіонін

N: Аспарагін

P: Пролін

Q: Глутамін

R: Аргінін

S: Серин

T: Треонін

V: Валін

W: Триптофан

Задіяний у таких біологічних процесах, як нейрогенез, альтернативний сплайсинг. 
Локалізований у мембрані, мітохондрії, зовнішній мембрані мітохондрій.